# 北京老舍故居
北京老舍故居，位于北京市东城区灯市口西街丰富胡同19号，是作家老舍全家1950年开始居住的地方。1997年东城区人民政府拨款重新修葺此院，并设立为老舍纪念馆（英語：Lao She Memorial Hall），1999年2月1日老舍诞辰一百周年之际正式开放。为北京市文物局直属单位。

## 历史
老舍故居西邻东黄城根南街，这套宅院大约建于清朝后期。1949年12月，老舍自美国回到北京。当时妻子胡絜青和四个孩子尚在重庆。1950年4月，老舍在北京丰富胡同看中一套普通的四合院，随即购入并修缮。当时原房主不要钱只要布，老舍便用一百匹白布换得了这套四合院。1950年，老舍携全家迁入居住。老舍在这里居住了16年，一直居住到1966年投太平湖自杀身亡。老舍的话剧《方珍珠》、《龙须沟》、《茶馆》、《西望长安》、未完成的自传体小说《正红旗下》等24部著作都是在该院居住时写的。

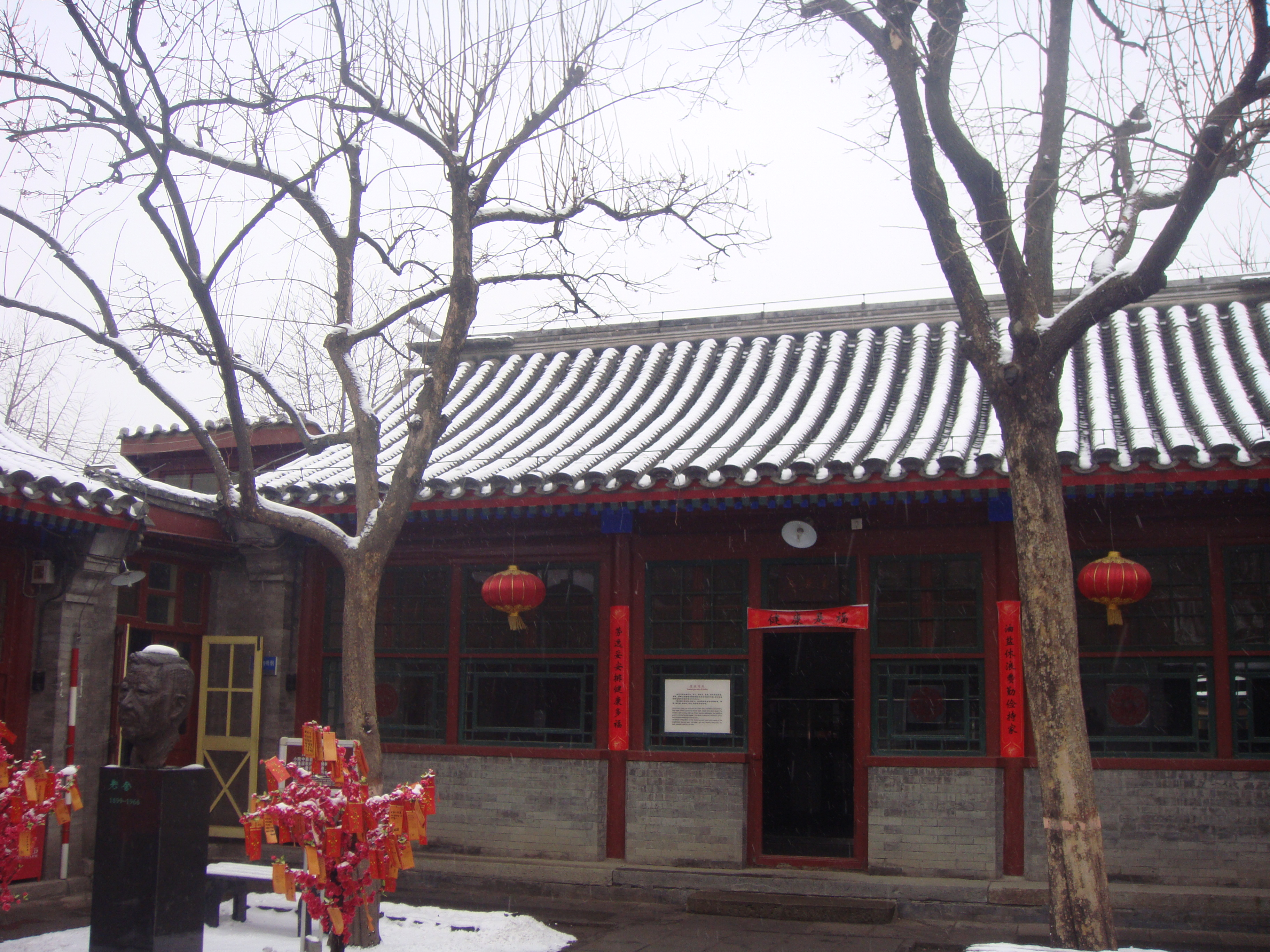
老舍故居第二进院的北房。房前有老舍的雕像

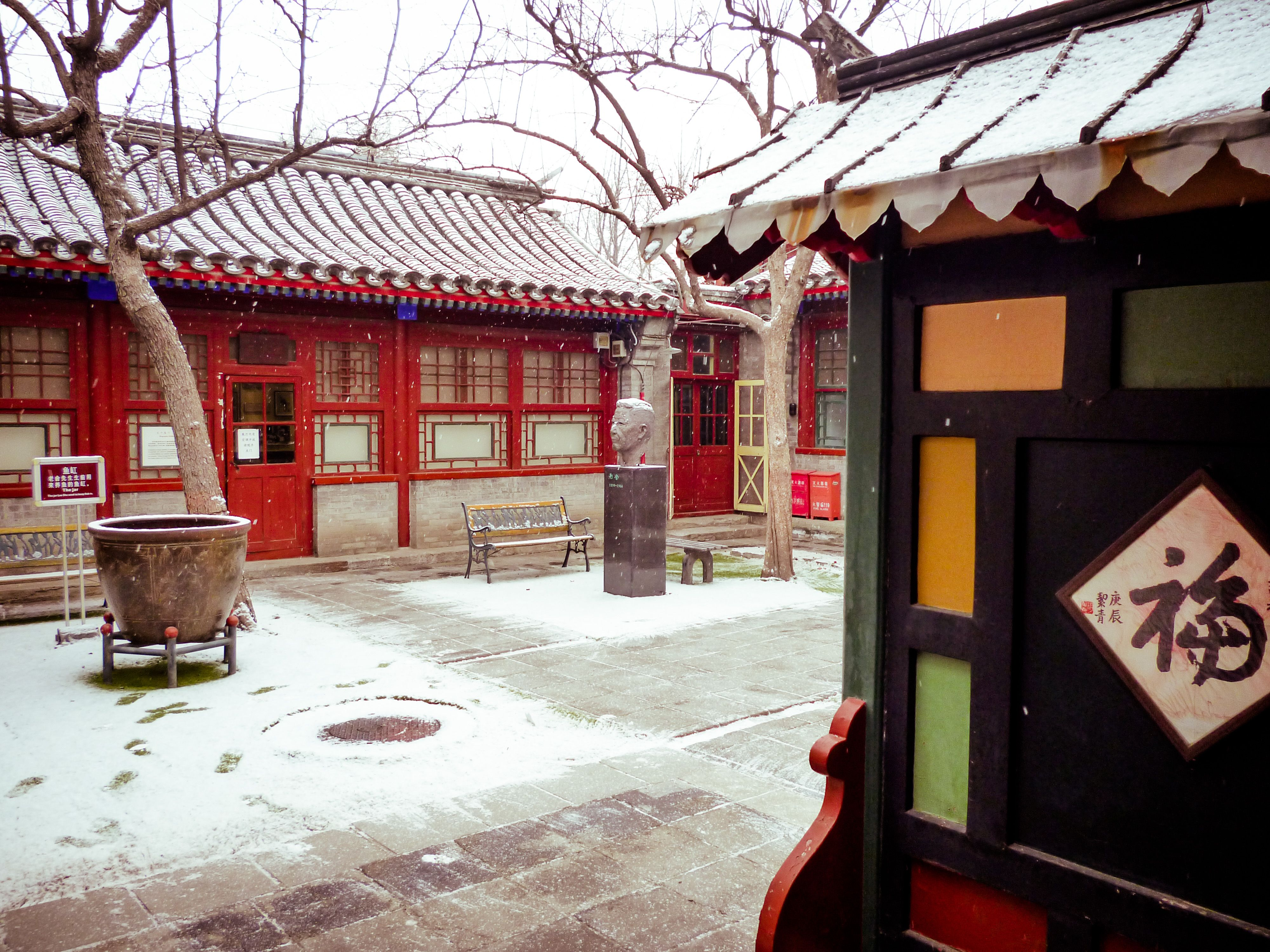
老舍故居第二进院。远处为北房前的老舍雕像，左侧是西厢房

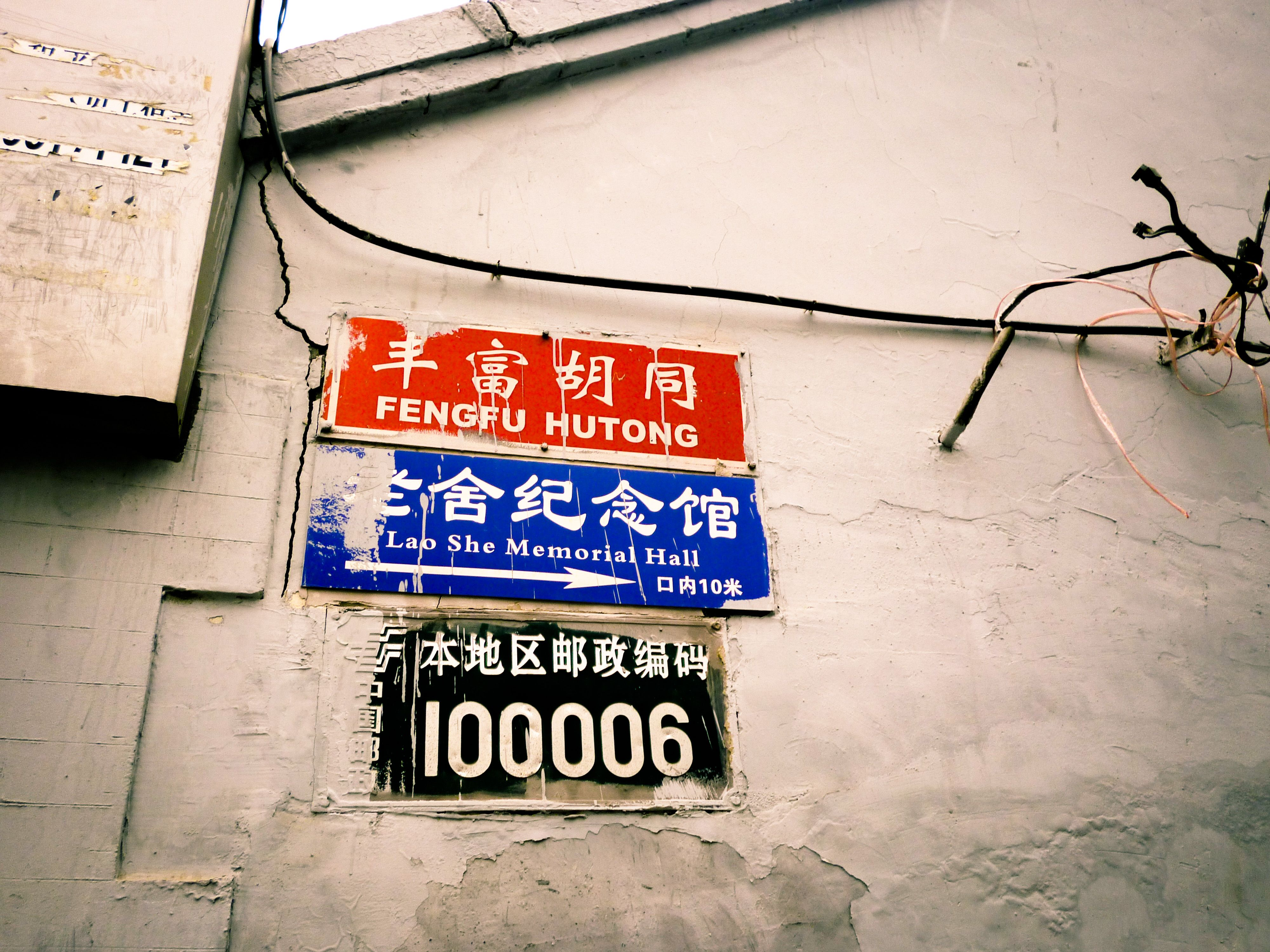
丰富胡同南口指向老舍故居的路标

1954年春，老舍在这小院中亲手栽下两棵柿树。每逢秋季，树上坠满柿子，老舍夫人胡絜青便将这小院称为“丹柿小院”。中华人民共和国国务院总理周恩来曾来到这座“丹柿小院”访问老舍一家。到了吃饭时间，老舍的夫人胡絜青手忙脚乱端出一小碟炒蛋、一小碟干鱼，周恩来大笑说：“你和小超一样，知识分子，不会做饭！”
老舍选择居住在这小院的原因很多。早年该地附近是北京市文联的所在地，老舍到北京市文联开会和接待外国朋友都较方便；北京人民艺术剧院、中国青年艺术剧院、中国儿童艺术剧院都在附近，老舍创作剧本时和导演、演员商量戏较方便；此处离东安市场近，老舍买菜、理发方便；东来顺、萃华楼等知名饭馆也很近，方便就餐。但该院房屋年代久远，建筑质量也不好。夏季经常漏雨，有一次老舍在书房一觉醒来，发现两脚竟被漏下的雨水打湿。某年地震，小院的院墙垮塌两面，没塌的墙也被震裂，地上落满碎砖头，可见墙是用碎砖头盖的。
1984年5月24日，该院公布为北京市文物保护单位。1988年前后，胡絜青以及大部分子女便相继迁离小院。此院后由胡絜青捐献给国家。1996年，政府拨出专款以修缮此院。1997年11月，老舍的女儿舒济也迁离此院，成为老舍家庭成员中最后迁离的一个。1999年2月，老舍纪念馆在此开馆。
2012年，老舍纪念馆与天坛街道合作，在“龙须沟”所在地（即今金鱼池社区）创建了老舍纪念馆金鱼池分馆。2013年8月23日，在老舍纪念馆金鱼池分馆举行老舍书屋揭牌仪式，老舍书屋由东城区天坛街道工委、天坛街道办事处发起成立，北京人艺表演艺术家和老舍纪念馆馆长王志平一起为老舍书屋揭牌。

## 建筑
该院占地面积500平方米，是坐北朝南的二进小院。
- 院门：为馒头门，开在院东南角，坐西朝东，双扇黑漆板门，合瓦清水脊。
- 影壁：院门内是一座一字影壁。
- 第一进院：院门内是一个小院，有两间南房。
- 第二进院：从第一进院北面穿过屏门，便是第二进院。第二进院有北房三间，左右各带一间耳房，两侧的东、西厢房各三间，南房二间。院内房屋都是硬山合瓦过垄脊屋面。北房明间和西次间是客厅，东次间是胡絜青的卧室兼画室，西耳房是老舍的卧室兼书房；书房向东通客厅，向南通西厢房北山墙前面的小天井。客厅的墙上挂着不少字画，过去老舍经常更换字画来细细欣赏，在他的收藏中有齐白石的代表作《蛙声十里出山泉》等作品。书房内的硬木镶大理石书桌上摆着几件文物：一枚齐白石为老舍刻的印章；一只冯玉祥将军赠他的玉石印泥盒；还有一方清代戏曲理论家李渔的砚台，砚台上刻着“笠翁李渔书画砚”。老舍纪念馆成立后，东西厢房设为展厅，介绍老舍的生平事迹和文学作品，北房及耳房恢复成当年的生活原貌陈列展示。[1]